# Flurbiprofeno
El flurbiprofeno (Nombre IUPAC: Ácido (RS)-2-(2-fluorobifenil-4-il)propanoico) es un medicamento antiinflamatorio no esteroideo. El medicamento se usa para tratar el dolor y la inflamación. Por vía oral, se usa para tratar los períodos dolorosos, la artritis reumatoide y la espondilitis anquilosante. Como gotas para los ojos, se usa para disminuir la constricción de la pupila durante la cirugía ocular y la inflamación del ojo después de la cirugía.
Los efectos secundarios habituales cuando se toma por vía oral incluyen hinchazón, ardor de estómago, hemorragia gastrointestinal, náuseas, problemas hepáticos y ansiedad. Los efectos secundarios habituales cuando se usa como colirio incluyen ardor, sequedad ocular y pupilas dilatadas. Otros efectos secundarios pueden incluir anafilaxia y problemas cardiacos. Su uso en la segunda mitad del embarazo puede dañar al bebé. Actúa bloqueando la COX1 y la COX2
El flurbiprofeno se patentó en 1964 y se aprobó para uso médico en 1987. Estuvo disponible como medicamento genérico en 1994. En los Estados Unidos, 100 tabletas de 100 mg cuestan alrededor de 66 dólares estadounidenses a partir de 2021. Esta cantidad en el Reino Unido cuesta alrededor de 92 libras esterlinas.